# الدوري السويدي الدرجة الأولى 1999
الدوري السويدي الدرجة الأولى 1999 (بالسويدية: Division 1 i fotboll 1999)‏ هو موسم من الدوري السويدي الدرجة الأولى. فاز فيه نادي سوندسفال ‏.